# Wydział południowoafrykański i Oceanu Indyjskiego Kościoła Adwentystów Dnia Siódmego
Wydział południowoafrykański i Oceanu Indyjskiego (kod wydziału: SID) – jest jednym z 13 wydziałów ogólnoświatowego Kościoła Adwentystów Dnia Siódmego. Zrzesza adwentystów zamieszkałych w Angoli, Botswanie, Komorach, Lesotho, Madagaskarze, Malawi, Mauritiusie, Mozambiku, Namibii, Republice Południowej Afryki, Reunionie, Seszelach, Suazi, Świętej Helenie, Wyspach Świętego Tomasza i Książęcej, Zambii i Zimbabwe.
Siedziba wydziału znajduje się w południowoafrykańskim mieście Pretoria.

## Struktura i dane statystyczne
Administracyjnie podzielony jest na 7 unii diecezji oraz 3 unii misyjnych i 1 pola misyjnego. W roku 2017 ogólna liczba członków Kościoła należących do wydziału południowoafrykańskiego i Oceanu Indyjskiego wynosiła 3 873 848 zrzeszonych w ramach 11 512 zborów.

### Unia misyjna północno-wschodnioangolijska (2017)
- rok organizacji: 2011

| Lp. | Jednostka organizacyjna         | Rok organizacji | Liczba członków | Liczba zborów |
| 1.  | Stowarzyszeni misyjne wschodnie | 2011            | 51 285          | 158           |
| 2.  | Stowarzyszeni misyjne północne  | 2011            | 161 443         | 400           |
|     | Łącznie                         |                 | 212 728         | 558           |

### Unia misyjna południowo-zachodnioangolijska (2017)
- rok organizacja: 2011

| Lp. | Jednostka organizacyjna           | Rok organizacji | Liczba członków | Liczba zborów |
| --- | --------------------------------- | --------------- | --------------- | ------------- |
| 1.  | Stowarzyszenie misyjne środkowe   | 1983            | 161 560         | 637           |
| 2.  | Stowarzyszenie misyjne południowe | 1984            | 92 621          | 225           |
|     | Łącznie                           |                 | 254 181         | 862           |

### Unia botswańska (2017)
- rok organizacji: 2013

| Lp. | Jednostka organizacyjna       | Rok organizacji | Liczba członków | Liczba zborów |
| 1.  | Diecezja północnobotswańskie  | 2008            | 24 637          | 85            |
| 2.  | Diecezja południowobotswańska | 2005            | 20 980          | 60            |
|     | Łącznie                       |                 | 45 617          | 145           |

### Unia Oceanu Indyjskiego (2017)
- rok organizacji: 2013
- strona internetowa

| Lp. | Jednostka organizacyjna          | Rok organizacji | Liczba członków | Liczba zborów |
| 1.  | Diecezja środkowomadagaskarska   | 1995            | 64 898          | 469           |
| 2.  | Misja mahajangijska              | 2003            | 18 504          | 122           |
| 3.  | Diecezja maurytyjska             | 1958            | 5 099           | 35            |
| 4.  | Pole majottańskie                | 2016            | 105             | 1             |
| 5.  | Diecezja północnomadagaskarska   | 2016            | 34 727          | 197           |
| 6.  | Diecezja reuniońska              | 1992            | 1 476           | 20            |
| 7.  | Misja seszelska                  | 1948            | 1 020           | 7             |
| 8.  | Diecezja południowomadagaskarska | 2016            | 27 955          | 173           |
|     | Łącznie                          |                 | 153 784         | 1 024         |

### Unia malawijska (2017)
- rok organizacji: 2015

| Lp. | Jednostka organizacyjna     | Rok organizacji | Liczba członków | Liczba zborów |
| 1.  | Diecezja środkowomalawijska | 2008            | 90 987          | 299           |
| 2.  | Pole północnomalawijskie    | 1995            | 90 811          | 205           |
| 3.  | Pole południowomalawijskie  | 1995            | 365 085         | 980           |
|     | Łącznie                     |                 | 546 883         | 1 484         |

### Unia misyjna mozambicka (2017)
- rok organizacji: 2003
- strona internetowa

| Lp. | Jednostka organizacyjna  | Rok organizacji | Liczba członków | Liczba zborów |
| 1.  | Misja środkowa           | 1990            | 80 185          | 108           |
| 2.  | Misja północna           | 1990            | 238 918         | 815           |
| 3.  | Misja północno-wschodnia | 2004            | 14 657          | 30            |
| 4.  | Misja południowa         | 1991            | 29 668          | 86            |
|     | Łącznie                  |                 | 363 428         | 1 039         |

### Unia południowoafrykańska (2017)
- rok organizacji: 2003
- strona internetowa. adventist.org.za. [zarchiwizowane z tego adresu (2008-08-28)].

| Lp. | Jednostka organizacyjna                  | Rok organizacji | Liczba członków | Liczba zborów |
| 1.  | Diecezja przylądkowa                     | 1991            | 44 139          | 483           |
| 2.  | Diecezja KwaZulu-Natal i Wolnego Państwa | 1998            | 19 210          | 182           |
| 3.  | Diecezja Lesotho                         | 1999            | 9 683           | 47            |
| 4.  | Diecezja północnonamibijska              | 2016            | 15 877          | 87            |
| 5.  | Diecezja transwalska                     | 2014            | 20 507          | 119           |
| 6.  | Diecezja południowonamibijska            | 2016            | 5 923           | 27            |
| 7.  | Diecezja suazyjska                       | 1999            | 8 792           | 26            |
| 8.  | Diecezja transoranijska                  | 1991            | 53 525          | 316           |
|     | Łącznie                                  |                 | 177 656         | 1 287         |

### Unia północnozambijska (2017)
- rok organizacji: 2015
- strona internetowa

| Lp. | Jednostka organizacyjna | Rok organizacji | Liczba członków | Liczba zborów |
| 1.  | Diecezja Copperbeltu    | 2015            | 198 096         | 563           |
| 2.  | Diecezja Luapuli        | 2016            | 66 303          | 268           |
| 3.  | Diecezja Midlandańska   | 2016            | 187 986         | 552           |
| 4.  | Pole północnozambijskie | 2015            | 82 630          | 291           |
|     | Łącznie                 |                 | 535 015         | 1 674         |

### Unia południozambijska (2017)
- rok organizacji: 2015
- strona internetowa

| Lp. | Jednostka organizacyjna      | Rok organizacji | Liczba członków | Liczba zborów |
| --- | ---------------------------- | --------------- | --------------- | ------------- |
| 1.  | Pole wschodniozambijskie     | 2015            | 33 803          | 120           |
| 2.  | Diecezja Lusaki              | 2015            | 170 053         | 321           |
| 3.  | Diecezja południowozambijska | 2015            | 360 397         | 564           |
| 4.  | Pole zachodniozambijskie     | 2015            | 91 797          | 131           |
|     | Łącznie                      |                 | 656 050         | 1 136         |

### Unia zimbabwejska (2017)
- rok organizacji: 2003
- strona internetowa

| Lp. | Jednostka organizacyjna                 | Rok organizacji | Liczba członków | Liczba zborów |
| 1.  | Diecezja środkowozimbabwejska           | 1997            |                 |               |
| 2.  | Diecezja wschodniozimbabwejska          | 1997            |                 |               |
| 3.  | Diecezja zachodniozimbabwejska          | 1997            |                 |               |
| 4.  | Diecezja południowozimbabwejska         | 2015            |                 |               |
| 5.  | Diecezja północno-zachodniozimbabwejska | 2015            |                 |               |
|     | Łącznie                                 |                 | 322 106         | 2 286         |

### Pole misyjne wysp Św. Tomasza i Wyspy Książęcej (2017)
- rok organizacji: 2011
- strona internetowa

| Lp. | Jednostka organizacyjna                         | Rok organizacji | Liczba członków | Liczba zborów |
| --- | ----------------------------------------------- | --------------- | --------------- | ------------- |
| 1.  | Pole misyjne wysp Św. Tomasza i Wyspy Książęcej | 2011            | 6 400           | 17            |